# Віктор Лерінц
Віктор Лерінц (також трапляється написання Лорінц; угор. Lőrincz Viktor; нар. 28 квітня 1990) — угорський борець греко-римського стилю, срібний та дворазовий бронзовий призер чемпіонатів світу, чемпіон, срібний та бронзовий призер чемпіонатів Європи, бронзовий призер Європейських ігор, срібний призер Олімпійських ігор.

## Біографія
Боротьбою почав займатися з 1997 року. Був бронзовим призером чемпіонату Європи 2007 року серед кадетів та чемпіоном Європи 2010 року серед юніорів.
Старший брат — Тамаш Лерінц, олімпійський медаліст, бронзовий призер чемпіонату світу, триразовий чемпіон Європи.
Виступає за борцівський клуб CVSE (Цеглед). Тренери — Ференц Папп та Андрас Жуц.

## Спортивні результати на міжнародних змаганнях

### Виступи на Олімпіадах
| Змагання                    | Збірна   | Вагова категорія                 | Місце  |
| --------------------------- | -------- | -------------------------------- | ------ |
| Літні Олімпійські ігри 2016 | Угорщина | греко-римська боротьба, до 85 кг | 5      |
| Літні Олімпійські ігри 2020 | Угорщина | греко-римська боротьба, до 87 кг | Срібло |

### Виступи на Чемпіонатах світу
| Змагання                        | Збірна   | Вагова категорія                 | Місце  |
| ------------------------------- | -------- | -------------------------------- | ------ |
| Чемпіонат світу з боротьби 2011 | Угорщина | греко-римська боротьба, до 84 кг | 32     |
| Чемпіонат світу з боротьби 2013 | Угорщина | греко-римська боротьба, до 84 кг | Бронза |
| Чемпіонат світу з боротьби 2014 | Угорщина | греко-римська боротьба, до 85 кг | Бронза |
| Чемпіонат світу з боротьби 2015 | Угорщина | греко-римська боротьба, до 85 кг | 5      |
| Чемпіонат світу з боротьби 2017 | Угорщина | греко-римська боротьба, до 85 кг | 8      |
| Чемпіонат світу з боротьби 2018 | Угорщина | греко-римська боротьба, до 87 кг | 14     |
| Чемпіонат світу з боротьби 2019 | Угорщина | греко-римська боротьба, до 87 кг | Срібло |

### Виступи на Чемпіонатах Європи
| Змагання                         | Збірна   | Вагова категорія                 | Місце  |
| -------------------------------- | -------- | -------------------------------- | ------ |
| Чемпіонат Європи з боротьби 2012 | Угорщина | греко-римська боротьба, до 84 кг | Бронза |
| Чемпіонат Європи з боротьби 2014 | Угорщина | греко-римська боротьба, до 85 кг | 15     |
| Чемпіонат Європи з боротьби 2016 | Угорщина | греко-римська боротьба, до 85 кг | 7      |
| Чемпіонат Європи з боротьби 2017 | Угорщина | греко-римська боротьба, до 85 кг | Золото |
| Чемпіонат Європи з боротьби 2018 | Угорщина | греко-римська боротьба, до 87 кг | 10     |
| Чемпіонат Європи з боротьби 2020 | Угорщина | греко-римська боротьба, до 87 кг | Срібло |
| Чемпіонат Європи з боротьби 2021 | Угорщина | греко-римська боротьба, до 87 кг | 17     |

### Виступи на Європейських іграх
| Змагання              | Збірна   | Вагова категорія                 | Місце  |
| --------------------- | -------- | -------------------------------- | ------ |
| Європейські ігри 2019 | Угорщина | греко-римська боротьба, до 87 кг | Бронза |

### Виступи на Кубках світу
| Змагання                    | Збірна   | Вагова категорія                 | Місце |
| --------------------------- | -------- | -------------------------------- | ----- |
| Кубок світу з боротьби 2013 | Угорщина | греко-римська боротьба, до 84 кг | 7     |
| Кубок світу з боротьби 2014 | Угорщина | греко-римська боротьба, до 85 кг | 4     |

### Виступи на інших змаганнях
| Змагання                                                        | Збірна   | Вагова категорія                 | Місце  |
| --------------------------------------------------------------- | -------- | -------------------------------- | ------ |
| Золотий Гран-прі з боротьби 2011 (Сомбатгей)                    | Угорщина | греко-римська боротьба, до 74 кг | 15     |
| Турнір міста Сассарі 2011                                       | Угорщина | греко-римська боротьба, до 84 кг | Бронза |
| Золотий Гран-прі з боротьби 2012 (Сомбатгей)                    | Угорщина | греко-римська боротьба, до 84 кг | Бронза |
| Олімпійський кваліфікаційний турнір з боротьби 2012 (Софія)     | Угорщина | греко-римська боротьба, до 84 кг | 11     |
| Олімпійський кваліфікаційний турнір з боротьби 2012 (Тайюань)   | Угорщина | греко-римська боротьба, до 84 кг |        |
| Олімпійський кваліфікаційний турнір з боротьби 2012 (Гельсінкі) | Угорщина | греко-римська боротьба, до 84 кг | 12     |
| Кубок Владислава Пітласинські 2012                              | Угорщина | греко-римська боротьба, до 84 кг | Бронза |
| Золотий Гран-прі з боротьби 2012 (Баку)                         | Угорщина | греко-римська боротьба, до 84 кг | Золото |
| Золотий Гран-прі з боротьби 2013 (Сомбатгей)                    | Угорщина | греко-римська боротьба, до 84 кг | Бронза |
| Кубок Якоба Курбі 2013                                          | Угорщина | греко-римська боротьба, до 84 кг | Срібло |
| Гран-прі Німеччини з боротьби 2013                              | Угорщина | греко-римська боротьба, до 84 кг | Золото |
| Кубок Владислава Пітласинські 2013                              | Угорщина | греко-римська боротьба, до 84 кг | Золото |
| Золотий Гран-прі з боротьби 2013 (Баку)                         | Угорщина | греко-римська боротьба, до 84 кг | Бронза |
| Кубок Ядегара Імама 2014                                        | Угорщина | греко-римська боротьба, до 85 кг | Бронза |
| Золотий Гран-прі з боротьби 2014 (Сомбатгей)                    | Угорщина | греко-римська боротьба, до 85 кг | Бронза |
| Турнір Вехбі Емре і Гаміта Каплана 2015                         | Угорщина | греко-римська боротьба, до 85 кг | Срібло |
| Кубок Владислава Пітласинські 2015                              | Угорщина | греко-римська боротьба, до 85 кг | Срібло |
| Кубок Владислава Пітласинські 2016                              | Угорщина | греко-римська боротьба, до 85 кг | Бронза |
| Гран-прі Іспанії з боротьби 2016                                | Угорщина | греко-римська боротьба, до 85 кг | Золото |
| Клубний чемпіонат світу з боротьби 2016                         | Угорщина | команда                          | 4      |
| Гран-прі Загреба з боротьби 2017                                | Угорщина | греко-римська боротьба, до 85 кг | Золото |
| Гран-прі Угорщини з боротьби 2017                               | Угорщина | греко-римська боротьба, до 85 кг | Золото |
| Турнір Г. Картозія і В. Балавадзе 2017                          | Угорщина | греко-римська боротьба, до 85 кг | Бронза |
| Кубок Владислава Пітласинські 2017                              | Угорщина | греко-римська боротьба, до 85 кг | Золото |
| Гран-прі Загреба з боротьби 2018                                | Угорщина | греко-римська боротьба, до 87 кг | Золото |
| Cerro Pelado International 2018                                 | Угорщина | греко-римська боротьба, до 87 кг | Золото |
| Гран-прі Угорщини з боротьби 2018                               | Угорщина | греко-римська боротьба, до 87 кг | Золото |
| Гран-прі Німеччини з боротьби 2018                              | Угорщина | греко-римська боротьба, до 87 кг | Бронза |
| Меморіал Олега Караваєва 2018                                   | Угорщина | греко-римська боротьба, до 87 кг | Золото |
| Гран-прі Загреба з боротьби 2019                                | Угорщина | греко-римська боротьба, до 87 кг | Золото |
| Гран-прі Угорщини з боротьби 2019                               | Угорщина | греко-римська боротьба, до 87 кг | Золото |
| Турнір міста Сассарі з боротьби 2019                            | Угорщина | греко-римська боротьба, до 87 кг | Золото |
| Всесвітні ігри військовослужбовців 2019                         | Угорщина | греко-римська боротьба, до 87 кг | Золото |
| Турнір Маттео Пелліцоне 2020                                    | Угорщина | греко-римська боротьба, до 87 кг | Золото |
| Турнір Маттео Пелліцоне 2021                                    | Угорщина | греко-римська боротьба, до 87 кг | Бронза |
| Турнір Вехбі Емре і Гаміта Каплана 2021                         | Угорщина | греко-римська боротьба, до 87 кг | Бронза |

### Виступи на змаганнях молодших вікових груп
| Змагання                                       | Збірна   | Вагова категорія                 | Місце  |
| ---------------------------------------------- | -------- | -------------------------------- | ------ |
| Чемпіонат Європи з боротьби серед кадетів 2007 | Угорщина | греко-римська боротьба, до 76 кг | Бронза |
| Чемпіонат Європи з боротьби серед юніорів 2010 | Угорщина | греко-римська боротьба, до 74 кг | Золото |
| Чемпіонат світу з боротьби серед юніорів 2010  | Угорщина | греко-римська боротьба, до 74 кг | 21     |